# Mina Sundwall
Mina Sundwall (New York, 23 oktober 2001) is een Amerikaans actrice. Ze is onder andere bekend door haar rol als Penny Robinson in de Netflix-serie Lost in Space.

## Biografie
Mina Sundwall debuteerde als actrice in een aflevering van het vierde seizoen van de paranormale televisieserie Celebrity: Ghost Stories. In 2014 was ze te zien in Law & Order: Special Victims Unit. Een jaar later was ze te zien de films Maggie's Plan, Freeheld en #Horror. In 2018 speelde Sundwall het personage Penny Robison in de Netflix-serie Lost in Space. In 2020 speelde ze het personage Lita in de televisieserie DC's Legends of Tomorrow, de dochter van Mick Rory gespeeld door Dominic Purcell.
In mei 2022 speelde Sundwall in de thriller podcast Jane Anonymous gebaseerd op het gelijknamige boek van Laurie Faria Stolarz.

## Filmografie

### Films
| Jaar | Titel            | Rol         |
| ---- | ---------------- | ----------- |
| 2014 | A Good Marriage  | Jonge Petra |
| 2015 | Maggie's Plan    | Chrissy     |
| 2015 | Freeheld         | Maya Kelder |
| 2015 | #Horror          | Francesca   |
| 2023 | Jesus Revolution | Francesca   |
| 2023 | The Graduates    | Genevieve   |

### Televisie
| Jaar      | Titel                             | Rol            | Extra   |
| --------- | --------------------------------- | -------------- | ------- |
| 2012      | Celebrity Ghost Stories           | Kathy          | 1 afl.  |
| 2014      | Law & Order: Special Victims Unit | Shannon        | 1 afl.  |
| 2018-2021 | Lost in Space                     | Penny Robinson | 28 afl. |
| 2020-2021 | DC's Legends of Tomorrow          | Lita           | 8 afl.  |

### Computerspel
| Jaar | Titel                | Rol   |
| ---- | -------------------- | ----- |
| 2022 | God of War: Ragnarök | Thrúd |